# روري أوبراين
روري أوبراين (بالإنجليزية: Rory O'Brien)‏ هو لاعب دوري الرغبي نيوزلندي، ولد في 2 يونيو 1989 في سيدني في أستراليا.